# Супервайзер

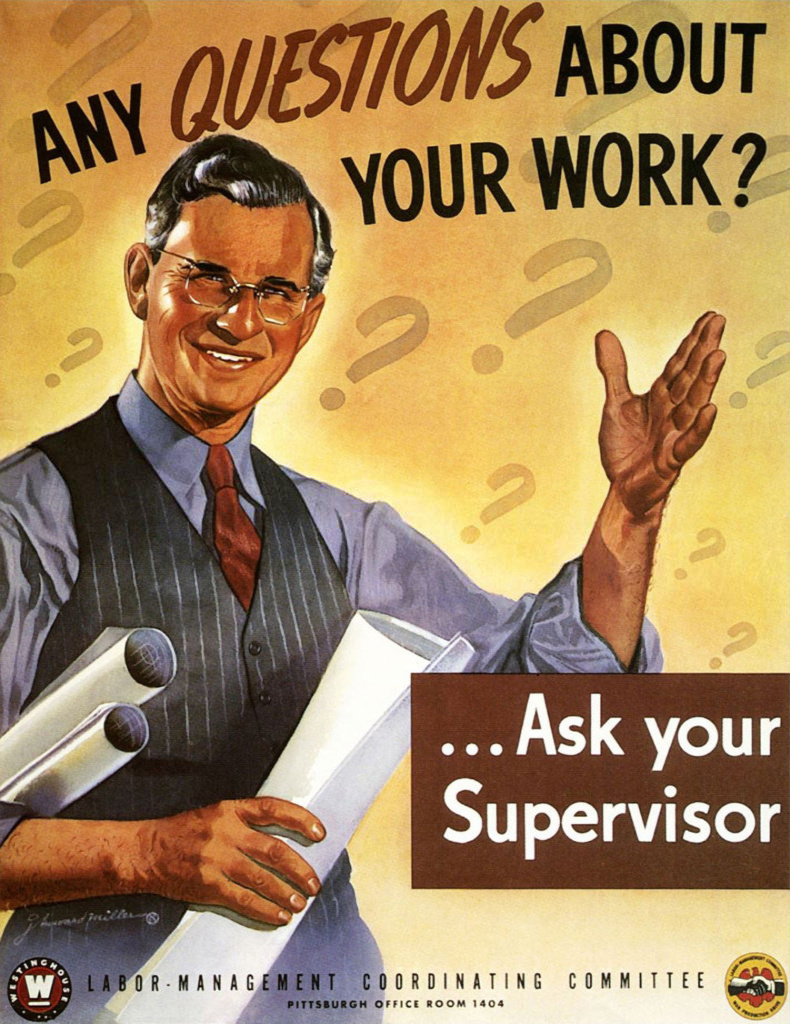
Американский плакат 1940-х годов:
«Любые вопросы о твоей работе? Спроси своего супервайзера!»

Супервайзер или Супервизор (от англ. supervisor «наблюдатель, смотритель, руководитель») — административная должность в различных отраслях бизнеса, государственных учреждениях, а также в научных и образовательных институтах.
Функции супервайзера в основном ограничиваются контролем за работой персонала.

## Критерии
Сотрудник может являться супервайзером, если он:
1. имеет права и полномочия давать инструкции и/или приказы подчинённым;
2. несёт ответственность за результаты работы и другие действия сотрудников.

Супервайзер — ответственный за производительность труда и другие действия небольшой группы сотрудников. Как правило, супервайзер не имеет права нанимать и увольнять сотрудников, а также не несёт бюджетной ответственности. Супервайзер может быть вовлечён в процесс найма и увольнения сотрудников, а также в бюджетный процесс, однако окончательное решение остаётся за вышестоящим менеджером.

## Основные обязанности
Обязанности супервайзера зависят от сферы деятельности, однако в целом включают:
- Контроль работы подчинённых и обеспечение выполнения планов.
- Обучение и наставничество сотрудников.
- Оценка эффективности работы персонала и предоставление обратной связи.
- Контроль за соблюдением корпоративных стандартов и правил безопасности.
- Взаимодействие с руководством компании и клиентами[4].

## Виды супервайзеров
В зависимости от сферы деятельности различают следующие типы супервайзеров:
- Производственный супервайзер — контролирует процессы на производстве, следит за выполнением норм и стандартов.
- Торговый супервайзер — управляет торговыми представителями, контролирует выполнение планов продаж.
- Супервайзер в сфере обслуживания — отвечает за работу персонала в гостиничном и ресторанном бизнесе.
- ИТ-супервайзер — контролирует работу специалистов в области информационных технологий[5].

## Различие с другими должностями
Супервайзер занимает промежуточное положение между рядовыми сотрудниками и менеджерами среднего звена. В отличие от менеджеров, он чаще работает непосредственно с исполнителями и контролирует их деятельность на местах.